# Pierre Jacquinot
Pierre Jacquinot (18 de janeiro de 1910 — 22 de setembro de 2002) foi um físico francês. Trabalhou com espectroscopia e física atômica.